# Tumultos antijudaicos de 1948 em Oujda e Jerada
Motins antijudaicos ocorreram em 7–8 de junho de 1948, nas cidades de Oujda e Jerada, no protetorado francês do Marrocos em resposta à Guerra árabe-israelense de 1948 que se seguiu à declaração do estabelecimento do Estado de Israel em 14 de maio. As duas cidades—localizadas perto da fronteira com a Argélia—eram pontos de partida para judeus marroquinos que buscavam migrar para Israel; na época eles não tinham permissão para fazê-lo de dentro do Marrocos.(p151) Nos eventos, 47 judeus e um francês foram mortos, muitos ficaram feridos e propriedades foram danificadas.(p151)
Os motins ocorreram algumas semanas após um discurso no qual o Sultão Mohammed V, no contexto da recente declaração do Estado de Israel e da Nakba em andamento, "confirmou o status tradicionalmente protegido dos judeus no Marrocos, mas também os advertiu para não demonstrar qualquer solidariedade com a causa sionista".(p151) Aos olhos de muitos muçulmanos marroquinos, aqueles que emigravam estavam indo se juntar às forças que lutavam contra os exércitos árabes.(p151)
Funcionários franceses argumentaram que os motins foram "absolutamente localizados" em Oujda e Jerada, e que foi "a migração em si—e não uma animosidade antijudaica generalizada—que provocou a raiva muçulmana".

## Início dos eventos
René Brunel, o Comissário francês para a região de Oujda, declarou que os motins começaram quando um barbeiro judeu tentou cruzar para a Argélia carregando explosivos. Brunel escreveu que a atmosfera estava "superaquecida" como resultado da "passagem clandestina pela fronteira de um grande número de jovens sionistas de todas as regiões do Marrocos tentando chegar à Palestina via Argélia". O Ministério francês das Relações Exteriores observou que a emigração judaica de Oujda para a Palestina era um irritante significativo para a população muçulmana local. O ministério observou: "É característico que aqueles nesta região próxima à fronteira argelina considerem todos os judeus que partem como combatentes por Israel". Alphonse Juin, Residente-Geral no Marrocos, observou que "a partida clandestina de judeus para a Palestina inflamou a raiva já incendiada por agitadores profissionais".
Também foi sugerido que os motins foram provocados por um discurso antissionista do Sultão Mohammed V relacionado à Guerra árabe-israelense de 1948 em andamento, mas outros sugerem que o discurso do Sultão foi focado em garantir a proteção dos judeus marroquinos.
As ações do Comissário francês René Brunel, ou a falta delas, para proteger os judeus foram criticadas, especialmente porque os pogroms pareciam ter sido planejados com antecedência. Aqui estão os relatos dos dias que antecederam o pogrom conforme capturados pelo jornalista Maurice Carr em 1948: 
"Entre 15 de maio, o dia em que o Estado de Israel foi proclamado, e 30 de maio, sessenta judeus individuais foram molestados por árabes em Oujda, e a população muçulmana organizou um movimento geral de boicote antijudaico. Em 30 de maio, um pai judeu denunciou seu filho, que estava entre um grupo de 30 jovens judeus do Marrocos Ocidental, que estavam passando por Oujda com a ideia de cruzar para a Argélia e seguir para Israel. A polícia prendeu o grupo, e uma multidão árabe em Oujda passou o dia inteiro gritando insultos e finalmente marchou pela Rue de Casablanca e pela Rue de Marrakech, atirando pedras e quebrando janelas judaicas. Na manhã seguinte, as seguintes inscrições, com caveiras e ossos cruzados, apareceram nos principais edifícios públicos e comerciais de Oujda: 'Morte aos judeus!'; 'Morte a Obadia!'; 'Obadia será enforcado primeiro e o resto seguirá!'. Moise Obadia é o presidente da Comunidade Judaica de Oujda. Ele havia recebido anteriormente cartas ameaçadoras anônimas. No início de junho começou uma campanha de sussurros de que os judeus estavam estocando bombas e granadas. A polícia investigou e não descobriu nem bombas nem granadas. Uma poça de óleo na estrada provocou seis horas sólidas de agitação da multidão até que a polícia conseguiu provar à multidão muçulmana que o óleo havia vazado de um carro americano. Um judeu carregando duas latas de sardinha quase foi linchado, e o rumor se espalhou de que ele estava carregando bombas. Um jovem árabe foi morto e dois de seus companheiros ficaram gravemente feridos quando um projétil de 40 libras que eles encontraram explodiu. O rumor varreu a cidade de que um membro judeu da Legião Estrangeira o havia plantado em cima de uma nota de 100 francos para servir como isca. Em 6 de junho, árabes locais e forasteiros, entre eles um contingente de escoteiros muçulmanos nacionalistas, começaram a estocar grandes quantidades de paus, pedras e latas de gasolina em locais abandonados perto dos bairros judaicos de Oujda. Esses paus e pedras serviram posteriormente como armas no pogrom, e a gasolina foi usada para incendiar casas e lojas judaicas saqueadas. Em 7 de junho, a Comunidade Judaica advertiu formalmente, e com a máxima urgência, as autoridades civis, policiais e militares locais de que havia perigo iminente de um surto de violência antijudaica. Os judeus pediram proteção e exigiram que medidas de segurança apropriadas fossem tomadas. M. René Brunel, Chef de Region e ex-funcionário de Vichy, não tomou medidas de segurança aparentes. Ele simplesmente saiu da cidade para participar das celebrações de casamento da filha de um rico colono. 8 de junho: O exército saiu para manobras de campo. Dos habituais quarenta policiais de plantão na principal delegacia de Oujda, o número foi reduzido para menos de 10. Crianças muçulmanas chegando à escola foram recusadas por seus professores e disseram para ir brincar fora da cidade. Empregadas domésticas muçulmanas trabalhando para empregadores judeus faltaram ao trabalho como de costume."

## Motins
Os motins começaram em Oujda, que era na época o principal centro de trânsito para a emigração judaica do Marrocos devido à sua proximidade com a fronteira argelina (a Argélia era na época administrada como parte da França metropolitana), onde cinco judeus foram mortos e 30 feridos no espaço de três horas antes da chegada do exército. Os motins na vizinha cidade mineradora de Jerada foram ainda mais violentos, com 39 mortes.

## Consequências
Na época, o Marrocos era um protetorado da França, e o comissário francês para Oujda, René Brunel, culpou a violência nos judeus por saírem através de Oujda e por simpatizarem com o movimento sionista. A Liga Francesa pelos Direitos Humanos e Cidadania culpou as autoridades coloniais francesas por seu controle relaxado na área. Um tribunal militar francês julgou 35 pessoas por seu envolvimento no pogrom. Duas pessoas foram sentenciadas à morte, outras duas à prisão perpétua, e os 31 condenados restantes a penas de prisão menores.
À medida que uma identidade nacional árabe muçulmana se tornou o veículo da resistência anticolonial no Marrocos, a violência em Oujda e Jerada demonstrou como os judeus, particularmente após o estabelecimento do Estado de Israel, estavam sendo excluídos do nacionalismo marroquino.(p151) Enquanto as populações amazigh do Marrocos podiam pertencer como muçulmanos, os judeus foram cada vez mais excluídos da nação marroquina.(151-152)
A emigração de judeus do Marrocos para Israel rapidamente se tornou uma inundação após o incidente: 18 000 judeus marroquinos partiram para Israel no ano seguinte, e 110 000 de um total de 250 000 judeus no Marrocos partiram entre 1948 e 1956.